# Francisco Gomes da Rocha
Francisco Gomes da Rocha (Vila Rica, atual Ouro Preto , 1745 — Rio de Janeiro, 1808) foi um compositor e instrumentista brasileiro. 
Foi fagotista e timbaleiro do Regimento de Dragões, onde foi colega de Tiradentes. Também atuou como maestro, tendo em 1800 substituído José Joaquim Emerico Lobo de Mesquita na Matriz do Pilar, quando este transferiu-se para o Rio de Janeiro. Pertenceu às irmandades da Boa Morte de Nossa Senhora da Conceição e de São José dos Homens Pardos, e à Ordem dos Mínimos de São Francisco de Paula, nas quais ocupou importantes cargos como tesoureiro e escrivão. A atuação diversificada do músico também inclui o cargo de cantor (contralto).
De sua produção, que pela qualidade das peças remanescentes se julga ter sido avultada, restam contudo apenas oito obras identificadas, onde se destacam as Matinas Spiritus Domini, de 1795, para oito vozes e orquestra de câmara, e a Novena de Nossa Senhora do Pilar (1789) a quatro vozes, violinos, viola, trompas e baixo, em homenagem à padroeira de Ouro Preto.
Apenas cinco obras, das 200 que teria produzido, estão preservadas em manuscritos.

## Outras referências
- Fagerlande, Aloysio. Uma Pequena História do Fagote no Brasil
- Resumo biográfico
- Baltazar, Carlos Alberto & Duprat, Rogério. Encarte para o CD Música do Brasil Colonial. São Paulo: Paulus/Brasilessentia Grupo Vocal e Orquestra, 1997.